# Ich will brennen
Ich will brennen ist ein Lied der Frankfurter Band ASP, das 2004 aus dem Album Weltunter – Der Schwarze Schmetterling Teil III ausgekoppelt wurde.  Das Lied ist eine der bekanntesten Singles der Band.

## Hintergrund
Im Rahmen einer Kampagne zur Erhaltung des Rechts auf Privatkopie wurde die Single Ich will brennen veröffentlicht. Das Bundesjustizministerium  plante in einer zweiten Stufe zur Novellierung des Urheberrechts die starke Einschränkung bis Abschaffung des Rechts auf private Kopien. Am 21. September 2007 verabschiedete der Bundesrat das Zweite Gesetz zur Regelung des Urheberrechts in der Informationsgesellschaft (sog. „Zweiter Korb“). Das Gesetz trat am 1. Januar 2008 in Kraft.
Der Single lagen ein Statement der Band, ein Aufkleber und ein CD-Rohling bei, auf den sich die Käufer ihre eigene Best-Of brennen sollten. Auf der zugehörigen Webseite fand sich neben den detaillierten Forderungen auch eine entsprechende Petition.
Statt die üblichen „Zugabe!“-Rufe auf Konzerten, rufen Fans „Wir wollen brennen“.

## Titelliste
| Nr. | Titel                             | Länge |
| --- | --------------------------------- | ----- |
| 1.  | Ich will brennen (Supernova Edit) | 4:44  |
| 2.  | Lykanthropie (Monozelle Remix)    | 6:22  |
| 3.  | She wore shadows (Live)           | 4:12  |
| 4.  | Schwarzer Schmetterling (Live)    | 6:34  |
| 5.  | Stille der Nacht (Videotrack)     | …     |